# Jake Frazier
Jacob W. „Jake“ Frazier (* um 1890; † nach 1926) war ein US-amerikanischer Jazzposaunist.
Frazier war Posaunist während der 1900er- und 1910er-Jahre in den Jenkins Orphanage Bands; im folgenden Jahrzehnt arbeitete er mit Will Marion Cook, Gonzelle White, Fate Marable und der Drake & Walker Show. Er tourte außerdem mit Bessie Smith, war an über fünfzig Aufnahmesessions beteiligt und regelmäßig als Sessionmusiker für das Label Ajax Records tätig. Mit Elmer Snowden schrieb er Mitte der 1920er-Jahre „Jake’s Weary Blues“ (den er auch 1925 unter eigenem Namen für Ajax einspielte). Bei Plattenaufnahmen begleitete er die Bluessängerinnen Helen Gross, Maggie Jones, Viola McCoy, Monette Moore, Mamie Smith und Rosa Henderson. Als (seltener) Solist war er in „Get Yourself a Monkey Man and Make Him Strut His Stuff“ (1924) mit den Kansas City Five zu hören, einer Studioband mit Bob Fuller, Elmer Snowden, Bubber Miley, Louis Metcalf und Louis Hooper. Im Bereich des Jazz war er zwischen 1921 und 1927 an 47 Aufnahmesessions beteiligt, u. a. auch mit Charles Booker und Buddy Christian. Zu Fraziers Schülern gehörte Geechie Fields.